# Microregiunea Barcs
Microregiunea Barcs (în maghiară Barcsi kistérség) a fost o microregiune statistică (kistérség) din județul Somogy, Ungaria.
Cu o populație de 23.613 locuitori și o suprafață de 696,47 km2, aceasta a existat până în 2014, când în Ungaria, microregiunile ”kistérségek” au fost înlocuite de districte (járások).